# Gleba Palhano
Gleba Palhano é um bairro localizado na zona Sul de Londrina. Sendo considerado uma das regiões mais valorizadas da cidade. 
Com pouco de mais uma década de existência, a Gleba Palhano é um dos bairros mais jovens de Londrina, estima-se que o número de moradores no bairro, é de cerca de mais de 20 mil pessoas, com mais de 40 torres residenciais, e 15 condomínios horizontais, formando um bairro com aglomerado de grandes edifícios e condomínios fechados.

## Características
Antes de se tornar um bairro, a Gleba Palhano, era uma imensa fazenda aberta pelo agrimensor Mábio Gonçalves Palhano, que juntamente com seus irmãos tinham mais de 1.200 alqueires . Passados os anos, a região da antiga Fazenda Palhano virou um dos lugares com maior concentração de edifícios da cidade, isso desde meados da década de 1990, quando começou o boom imobiliário, com o aumento vertiginoso de edifícios residenciais de luxo. Com o bairro em constante crescimento, o número de empresas que querem se instalar na região, para atender os moradores do bairro é grande. Muitos edifícios de alto valor estão localizados na região.

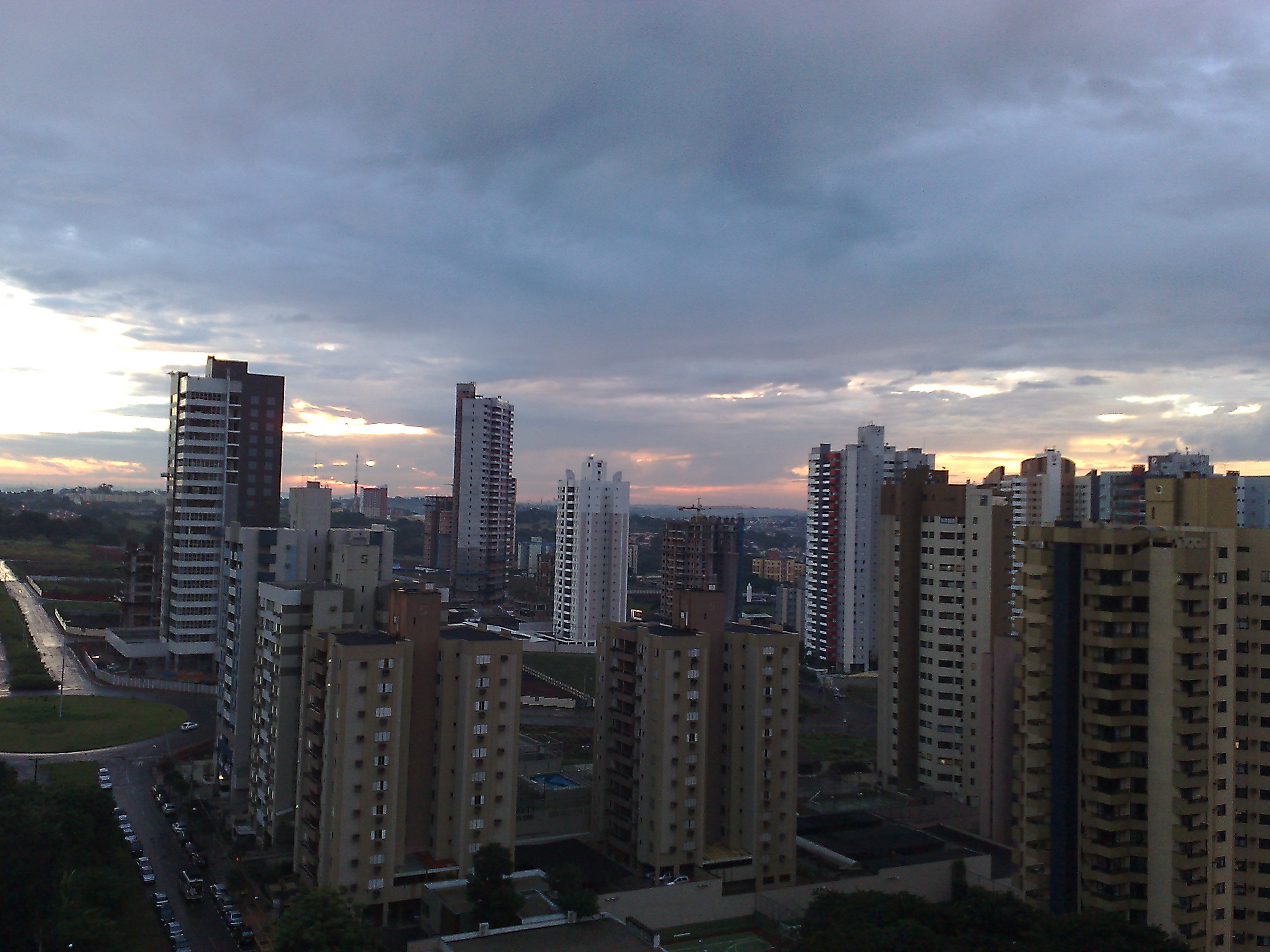
Gleba Palhano próximo ao lago Igapó
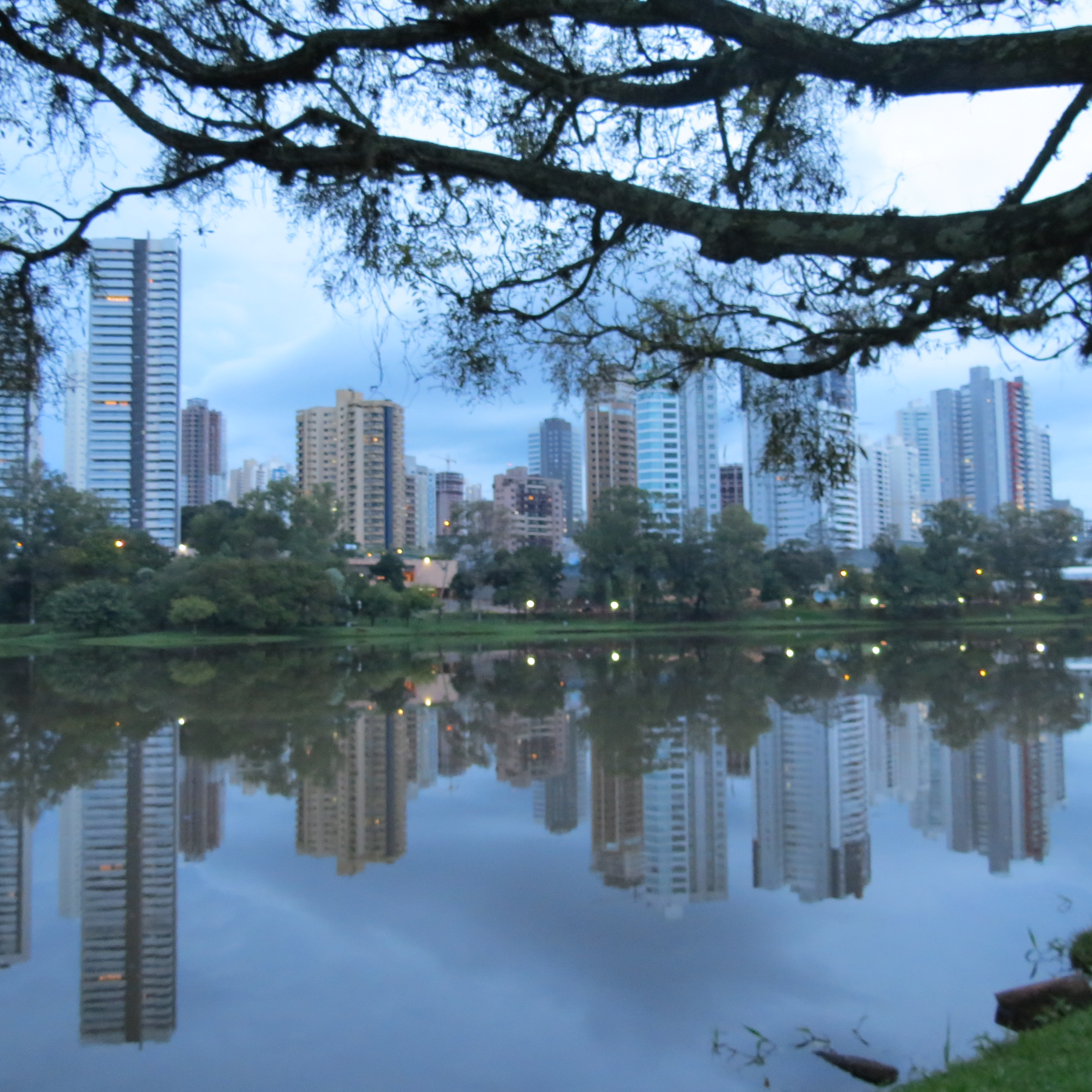

## Principais Vias[1]
- Rua Caracas
- Av. Aniceto Espiga
- Avenida Ayrton Senna da Silva
- Av. Madre Leônia Milito
- Av. Presidente Castelo Branco
- R. Bento Munhoz da Rocha Neto
- R. Constantino Pialarissi
- R. Ernani Lacerda de Athayde
- R. Martinho Lutero
- R. Prefeito Faria Lima
- R. João Wyclif
- R. Montevideu
- R. Caracas
- R. Antonio Pisicchio

## Subdivisões[1]
- Central Park Residence
- Chácaras Gomes
- Colina Verde
- Colina Verde Leste
- Conjunto Residencial Água Verde
- Jardim Alto da Colina
- Jardim do Lago
- Jardim Tamandaré
- Jardim Universitário
- Parque Guanabara
- Parque Residencial do Lago
- Parque Residencial Ilha Bela
- Recanto Pitanguá
- Residencial Satler
- Terras de Santana I
- Terras de Santana II
- Jardim Claudia
- Royals